# Capitani reggenti dal 2001

Emblema della Repubblica

Capitani reggenti della Repubblica di San Marino dal 2001.
| Anno | Semestre | Capitani reggenti          | Capitani reggenti          |
| ---- | -------- | -------------------------- | -------------------------- |
| 2001 | aprile   | Luigi Lonfernini           | Fabio Berardi              |
| 2001 | ottobre  | Alberto Cecchetti          | Gino Giovagnoli            |
| 2002 | aprile   | Antonio Lazzaro Volpinari  | Giovanni Francesco Ugolini |
| 2002 | ottobre  | Mauro Chiaruzzi            | Giuseppe Maria Morganti    |
| 2003 | aprile   | Pier Marino Menicucci      | Giovanni Giannoni          |
| 2003 | ottobre  | Giovanni Lonfernini        | Valeria Ciavatta           |
| 2004 | aprile   | Paolo Bollini              | Marino Riccardi            |
| 2004 | ottobre  | Giuseppe Arzilli           | Roberto Raschi             |
| 2005 | aprile   | Fausta Morganti            | Cesare Gasperoni           |
| 2005 | ottobre  | Claudio Muccioli           | Antonello Bacciocchi       |
| 2006 | aprile   | Gianfranco Terenzi         | Loris Francini             |
| 2006 | ottobre  | Antonio Carattoni          | Roberto Giorgetti          |
| 2007 | aprile   | Alessandro Rossi           | Alessandro Mancini         |
| 2007 | ottobre  | Mirko Tomassoni            | Alberto Selva              |
| 2008 | aprile   | Rosa Zafferani             | Federico Pedini Amati      |
| 2008 | ottobre  | Assunta Meloni             | Ernesto Benedettini        |
| 2009 | aprile   | Massimo Cenci              | Oscar Mina                 |
| 2009 | ottobre  | Francesco Mussoni          | Stefano Palmieri           |
| 2010 | aprile   | Marco Conti                | Glauco Sansovini           |
| 2010 | ottobre  | Giovanni Francesco Ugolini | Andrea Zafferani           |
| 2011 | aprile   | Maria Luisa Berti          | Filippo Tamagnini          |
| 2011 | ottobre  | Gabriele Gatti             | Matteo Fiorini             |
| 2012 | aprile   | Italo Righi                | Maurizio Rattini           |
| 2012 | ottobre  | Teodoro Lonfernini         | Denise Bronzetti           |
| 2013 | aprile   | Antonella Mularoni         | Denis Amici                |
| 2013 | ottobre  | Anna Maria Muccioli        | Gian Carlo Capicchioni     |
| 2014 | aprile   | Valeria Ciavatta           | Luca Beccari               |
| 2014 | ottobre  | Gianfranco Terenzi         | Guerrino Zanotti           |
| 2015 | aprile   | Andrea Belluzzi            | Roberto Venturini          |
| 2015 | ottobre  | Lorella Stefanelli         | Nicola Renzi               |
| 2016 | aprile   | Gian Nicola Berti          | Massimo Andrea Ugolini     |
| 2016 | ottobre  | Marino Riccardi            | Fabio Berardi              |
| 2017 | aprile   | Mimma Zavoli               | Vanessa D'Ambrosio         |
| 2017 | ottobre  | Matteo Fiorini             | Enrico Carattoni           |
| 2018 | aprile   | Stefano Palmieri           | Matteo Ciacci              |
| 2018 | ottobre  | Mirko Tomassoni            | Luca Santolini             |
| 2019 | aprile   | Nicola Selva               | Michele Muratori           |
| 2019 | ottobre  | Luca Boschi                | Mariella Mularoni          |
| 2020 | aprile   | Alessandro Mancini         | Grazia Zafferani           |
| 2020 | ottobre  | Alessandro Cardelli        | Mirko Dolcini              |
| 2021 | aprile   | Gian Carlo Venturini       | Marco Nicolini             |
| 2021 | ottobre  | Francesco Mussoni          | Giacomo Simoncini          |
| 2022 | aprile   | Oscar Mina                 | Paolo Rondelli             |
| 2022 | ottobre  | Maria Luisa Berti          | Manuel Ciavatta            |
| 2023 | aprile   | Alessandro Scarano         | Adele Tonnini              |
| 2023 | ottobre  | Filippo Tamagnini          | Gaetano Troina             |
| 2024 | aprile   | Alessandro Rossi           | Milena Gasperoni           |
| 2024 | ottobre  | Francesca Civerchia        | Dalibor Riccardi           |
| 2025 | aprile   | Denise Bronzetti           | Italo Righi                |
| 2025 | ottobre  |                            |                            |